# 1924년 프랑스 총선
1924년 프랑스 총선은 1924년 5월 11일과 5월 25일 프랑스에서 치러진 총선이다. 1919년 입법 선거에서는 우익이 승리하였지만, 1924년 입법 선거에서는 좌익이 승리하였다.

## 선거 결과
정당별 의석수
| 정당                  | 의석수 |
| --------------------- | ------ |
| 공화급진사회당        | 139    |
| 인터내셔널 프랑스지부 | 104    |
| 공화연방              | 104    |
| 공화사회당            | 44     |
| 민주공화당            | 43     |
| 급진 좌파             | 40     |
| 민주연합              | 38     |
| 공산당                | 26     |
| 민주당                | 14     |
| 합계                  | 581    |

득표
| 정당                  | 득표수    | 득표율 |
| --------------------- | --------- | ------ |
| 공화연방              | 3,190,831 | 35.35% |
| 인터내셔널 프랑스지부 | 1,814,000 | 20.1%  |
| 공화급진사회당        | 1,612,581 | 17.86% |
| 민주공화사회당        | 1,058,293 | 11.72% |
| 프랑스 공산당         | 885,993   | 9.82%  |